# Веселин Вучков
Веселин Бориславов Вучков е български политик, министър на вътрешните работи в кабинета „Борисов II“ (от 7 ноември 2014 до 11 март 2015 г.) и заместник-министър на вътрешните работи в кабинета „Борисов I“ (2009 – 2013 г.), народен представител от парламентарната група на ГЕРБ в XLII и XLIII народно събрание. Автор е на редица научни публикации в областта на наказателния процес.

## Биография
Веселин Вучков е роден на 26 декември 1968 година в село Стоб, Дупнишко. През 1994 година завършва Юридическия факултет на Софийския университет „Св. Климент Охридски“. През 1994 г. е стажант-съдия към Софийски окръжен съд, след което работи като следовател. През месец януари 2003 година защитава публично дисертационен труд на тема „Предмет и тежест на доказване в наказателното производство“, в резултат на което му е присъдена образователната и научна степен „доктор по право“. От 2010 г. е доцент по наказателен процес с хабилитационен труд „Доказателствени средства в наказателното производство (същност и видове)“. От 2016 г. е професор по наказателен процес с хабилитационен труд "Образуване на досъдебно производство: актуални проблеми".
Веселин Вучков започва кариерата си през 1994 година като стажант-съдия в Софийския окръжен съд. От 1994 до 1996 г. е следовател в столичното следствие, после асистент и старши асистент по наказателно-процесуално право в Академията на МВР (1996 – 2001), главен асистент (2001 – 2009). Преподавал е и в Пловдивски университет, Югозападен университет-Благоевград, Стопанска академия (Свищов), Технически университет – Варна и др. Посещавал курсове за квалификация в Испания, Германия, Холандия, САЩ и др. Автор е на редица научни и публицистични трудове („Образуване на досъдебно производство: актуални проблеми“ 2015 г.; „Досъдебното полицейско производство“ 1999 г.; „Предмет и тежест на доказване в наказателното производство“ 2006 г.; „Тестове по наказателен процес“ 2007 г., 2014 г., 2018 г.; „Наказателен процес в схеми и таблици“ в пет издания; „Секторът за сигурност в процес на трансформация: критични разсъждения“ 2014 г. и др.). Член е на редакционната колегия на сп. „Общество и право“ – издание на Съюза на юристите в България, на Юридическото списание на НБУ и др. Има публикувани пътеписи в периодични издания. Публикациите му на историческа тематика обхващат забравени личности и събития от новата българска история: публицистът Крум-Александър Дзивгов (1896 - 1936 г.), политикът Сотир Янев (1891 - 1943 г.), игуменът на Рилския манастир Калистрат (1891 - 1959 г.), теснолинейката (дековилката) от гара Кочериново до Рилския манастир, фабрикантите братя Балабанови, черквата "Свети Прокопий" и феноменът Стобски пирамиди в родното с. Стоб и др. Веселин Вучков е консултант-организатор на игралния филм "Можеш ли да убиваш" на режисьора проф. Иван Ничев (2019 г.), консултант е и на документалния филм за съдийската кариера на писателя Иван Вазов "Съдия след игото" на режисьора Мартин Геновски (2022 г.). Сътрудничи на поредицата на издателството на НБУ "Българско юридическо наследство" чрез редактиране, преиздаване и възстановяване на биографиите на забравени български юристи до 1944 г.: проф. Никола Долапчиев, Светослав П. Велчев и др. От началото на 2022 г. започва да публикува разкази.. През 2023 г. публикува есеистичната книга "Места, събития, човеци".
На 31 юли 2009 година е назначен за заместник-министър на вътрешните работи в първото правителство на ГЕРБ с ресорни отговорности за диалога с Европейския съюз и Съвета на Европа, международна дейност, нормотворчество, архив, образователна и спортна дейности в МВР. На 13 март 2013 година подава оставка. Под негово ръководство архивът на Държавна сигурност, съхраняван в МВР, е предаден на Комисията по досиетата, а историческият полицейски архив (1923 - 1944 г.) е предаден на Държавна агенция "Архиви". Въвежда стандарта "абсолютна необходимост" при употреба на огнестрелно оръжие, физическа сила и помощни средства от страна на полицейските служители (на 01-ви юли 2012 г.).
На парламентарните избори през 2013 година е избран за народен представител от листата на ГЕРБ (гражданска квота) за 24 МИР София. На парламентарните избори през 2014 година е избран за народен представител от листата на ГЕРБ (гражданска квота) също от 24-ти МИР София. Членува в парламентарната Комисия по вътрешна сигурност и обществен ред и в Комисията за контрол на специалните служби, СРС-та и трафични данни.
На 7 ноември 2014 г. е избран за министър на вътрешните работи в кабинета „Борисов II“. В първото си изявление заявява, че ще работи за това да няма политизация на системата и за бърза поправка на новия Закон за МВР. Лансира връщането на ГДБОП в структурата на МВР, отнема правомощия на ДАНС да разследва престъпления по НПК чрез "разследващи агенти", въвежда Закона за държавния служител в МВР и преподчинява администрацията на него, въвежда фигурата на административния секретар на МВР и др. под. Подава оставка като министър и депутат на 4 март 2015 г. поради несъгласие с кадровата политика на премиера в службите за сигурност и в МВР.